# Palacio Jai Alai (Tijuana)
El Foro Antiguo Palacio Jai Alai es un edificio localizado en la ciudad de Tijuana dedicado a la realización de eventos de entretenimientos cómo conciertos y obras teatrales. Originalmente su uso fue exclusivo del deporte jai alai, de origen vasco y que tuvo popularidad en el siglo XX en Estados Unidos, México y otros países. 
Se ubica en la Avenida Revolución y es uno de los edificios históricos que aun se mantienen en pie en la ciudad.

## Historia
Con el éxito del Casino de Agua Caliente y el auge económico de la ciudad, el Sr. Mariano Escobedo González, se había interesado en la construcción de un frontón, espacio deportivo del juego en aquel entonces popular. De hecho, en 1926, se había inaugurado El Miami Jai Alai, histórico inmueble de dicho deporte. La meta del Sr. Escobedo era inaugurar el Frontón de Tijuana el 4 de julio de 1935, sin embargo, ante el decreto del presidente Lázaro Cárdenas de prohibir los juegos de azar, el proyecto se detuvo.
El proyecto arquitectónico estuvo a cargo de Eugene Hoffman, radicado en San Diego y que había diseñado algunos edificios de dicha ciudad. Finalmente, una vez obtenidos los permisos, recursos y tras algunos años de abandono del inmueble, fue inaugurado el Frontón Palacio, el 28 de febrero de 1947. Ese día, las 2 mil 100 butacas no fueron suficiente para la demanda de turistas que buscaban acceder a la novedosa atracción de la ciudad.
El 21 de marzo de 1957 el Frontón Palacio Jai Alai sufre un accidente en su cocina, ocasionado por un incendio el cual modifica las estructuras del edificio. Dos terceras partes se habían incendiado, incluyendo el techo, permaneciendo la fachada. No fue hasta el 22 de octubre de 1957 cuando nuevamente abre sus puertas haciendo diferentes cambios en su estructura, el restaurante ahora contó con servicios de bar y sanitarios.
Desde entonces hasta los 60s, el auge disminuyó  y no fue hasta la primera huelga de pelotaris en Florida en 1968, que el Frontón Tijuana recobró popularidad. En 1988 habría otra huelga, sin embargo, el contexto habría sido diferente para el lugar. Las apuestas habían pasado a ser vía satelital y los juegos de azar por lo tanto, habían cambiado. 
En 2005, tras una serie de remodelaciones y adecuaciones, el interior se transformó para ser un centro dedicado a la difusión cultural, conciertos y exposiciones, siempre cuidando la integridad histórica del inmueble.
En 2012, el candidato presidencial Enrique Peña Nieto, asistió a un encuentro con mujeres bajacalifornianas como parte de la campaña presidencial de ese año.

## El Foro
Ya como El Foro Antiguo Palacio Jai Alai, el inmueble ha recibido decenas de artistas, principalmente hispanoamericanos, que se han presentado en Tijuana, ofreciendo sus conciertos musicales. También se han presentado obras de teatro, monólogos y conferencias. Los artistas que se han presentado son:
| Nacionalidad   | Artista                |             | Nacionalidad         | Artista                  |                    | Nacionalidad | Artista                       |  | Nacionalidad | Artista           |
| -------------- | ---------------------- | ----------- | -------------------- | ------------------------ | ------------------ | ------------ | ----------------------------- |  | ------------ | ----------------- |
| México         | Belinda                | México      | Kalimba              | México                   | Nunca Jamás        | México       | Marisela                      |  |              |                   |
| México         | Pxndx                  | México      | Caló                 | México                   | Río Roma           | Francia      | Richard Clayderman            |  |              |                   |
| Argentina      | Ricardo Montaner       | España      | La Oreja de Van Gogh | México                   | Danna Paola        | Argentina    | Soda Stereo                   |  |              |                   |
| Argentina      | Enanitos Verdes        | México      | Matisse              | México                   | José Madero        | Argentina    | Gustavo Cerati                |  |              |                   |
| España         | Mocedades              | México      | Fernando Delgadillo  | Argentina                | Pimpinela          | México       | Café Tacvba                   |  |              |                   |
| México         | Francisco Céspedes     | México      | Lila Downs           | España                   | Raphael            | España       | Mónica Naranjo                |  |              |                   |
| México         | Yuridia                | España      | José Luis Perales    | Chile                    | Mon Laferte        | Brasil       | Daniel Boaventura             |  |              |                   |
| México         | Susana Zabaleta        | Nicaragua   | Hernaldo Zúñiga      | Argentina                | Raúl Di Blasio     | México       | Yuri                          |  |              |                   |
| España         | Ana Torroja            | Argentina   | Los Cafres           | Venezuela                | Mau y Ricky        | México       | Lupita D' Alessio             |  |              |                   |
| Estados Unidos | Julieta Venegas        | El Salvador | Álvaro Torres        | Argentina                | Jarabe de Palo     | México       | Cristian Castro               |  |              |                   |
| México         | Edith Márquez          | México      | Enrique Guzmán       | México                   | Los Dandys         | España       | Mago de Oz                    |  |              |                   |
| México         | María José             | México      | Carlos Rivera        | México                   | Los Yonics         | México       | León Larregui                 |  |              |                   |
| Argentina      | Amanda Miguel          | España      | El Consorcio         | México                   | Los Moonlights     | Chile        | Gondwana                      |  |              |                   |
| Argentina      | Diego Verdaguer        | Argentina   | Leo Dan              | México                   | Natalia Lafourcade | Puerto Rico  | Cultura Profética             |  |              |                   |
| Estados Unidos | Ha-Ash                 | México      | Los Teen Pops        | México                   | Ximena Sariñana    | México       | Mariachi Vargas de Tecalitlán |  |              |                   |
| México         | Jenny and the Mexicans |             | Reino Unido          | Steven Patrick Morrissey |                    | Colombia     | Manuel Medrano                |  | México       | Nortec Collective |
| Estados Unidos | Chris Syler            |             | Chile                | Francisca Valenzuela     |                    |              |                               |  |              |                   |